# Franciszek Walczak
Franciszek Walczak (ur. 30 listopada 1923 w Obudnie, zm. 28 maja 1945 w Gorzowie Wielkopolskim) – milicjant, pierwszy funkcjonariusz Milicji Obywatelskiej zabity w zdobytym Gorzowie Wielkopolskim.
Walczak od najmłodszych lat pracował w gospodarstwie rolnym w Obudnie pod Gąsawą należącym do hr. Ignacego Mlickiego. Po zajęciu tych terenów przez Niemców majątek przeszedł w ręce okupanta, a gospodarstwem zaczął kierować zarządca. W styczniu 1945 wobec nadciągającego frontu Niemcy zaczęli się wycofywać w głąb Rzeszy. Franciszek Walczak został przez zarządcę zaangażowany do pomocy w transporcie, w czasie podróży Walczak uciekł i powrócił do Obudna. Po wyzwoleniu wstąpił do organizowanej Milicji Obywatelskiej, w kwietniu 1945 został oddelegowany do organizowanych służb porządkowych na włączonych do Polski Ziemiach Zachodnich. Został przydzielony do komisariatu w Gorzowie Wielkopolskim, nadano mu numer służbowy 277 i skierowano do służby czynnej. Zginął od ran zadanych bagnetem przez nieznanych sprawców 28 maja 1945. Istnieją różne domysły na temat śmierci Franciszka Walczaka, propaganda PRL wykorzystała to zdarzenie do stworzenia obrazu młodego obrońcy socjalistycznej ojczyzny, a sam Walczak jakoby został zastrzelony. Jako datę śmierci podawano 2 czerwca, ale w aktach urzędu stanu cywilnego figuruje zapis, że zgon nastąpił 28 maja. Po latach współpracownicy Walczaka wspominali, że został on zabity przez żołnierzy Armii Czerwonej, którzy chcieli go okraść.
Pogrzeb Franciszka Walczaka przerodził się w patriotyczną manifestację, uczestniczyli w nim najwyżsi rangą urzędnicy państwowi.
14 czerwca 1945  najdłuższa ulica Gorzowa Wielkopolskiego, dawna Friedebergerstrasse otrzymała jako patrona Franciszka Walczaka, i była pierwszą ulicą, która otrzymała polską nazwę.
Walczak był również patronem szczepu harcerskiego działającego przy Szkole Podstawowej nr 1 im. Marii Konopnickiej. Jego postać jako Walusia Florczaka przedstawił Eugeniusz Paukszta w powieści „Przejaśnia się niebo”.